# (15831) 1995 BG3
1995 بي جي 3 (ويعرف أيضًا باسم (15831) 1995 بي جي 3 وفق تسمية الكوكب الصغير) (بالإنجليزية: 1995 BG3)‏ هو كويكب ضمن حزام الكويكبات؛ وترتيبه 15831 من حيث الاكتشاف.
اكتُشف هذا الجُرم الفلكي بواسطة تاكيشي أوراتا ‏ في 29 يناير 1995.

## وصلات خارجية
- (15831) 1995 BG3 في قاعدة بيانات مختبر الدفع النفاث لأجرام النظام الشمسي الصغيرة

- الاكتشاف · مخطط المدار ·  العناصر المدارية · المعلمات المادية

- (15831) 1995 BG3 على موقع ويكي سكاي: DSS2, SDSS, GALEX, IRAS, Hydrogen α, X-Ray, Astrophoto, Sky Map, Articles and images